# Tramwaje w Wenecji
Tramwaje w Wenecji – system komunikacji miejskiej typu translohr, który został otwarty 20 grudnia 2010 w miejskiej części Wenecji (Mestre).
Pierwszy wniosek, który przewidywał odbudowę linii tramwajowej, złożono w 1992. Decyzję o zastosowaniu systemu translohr, a nie klasycznego tramwaju, podjęto na przełomie roku 1998 i 1999. Argumentowano ją niższymi o około 30% kosztami inwestycji oraz mniejszym natężeniem hałasu.
Budowę rozpoczęto w 2004. 20 grudnia 2010 uruchomiono linię T1 na trasie z Favaro Veneto do Mestre (Sernaglia), 22 września 2011 wydłużono ją do stacji kolejowej Venezia Mestre, a 12 września 2014 do przystanku Salamonio. 16 września 2015 uruchomiono trasę do Piazzale Roma w wyspiarskiej części miasta.

## Linie
W Wenecji funkcjonują dwie linie tramwajowe:
- T1: Monte Celo-Favaro – Mestre Centro-Piazzale Cialdini – Venezia-Piazzale Roma
- T2: Salamonio-Marghera – Mestre Centro-Piazzale Cialdini

## Tabor
Na tabor eksploatowany składa się 20 sztuk pojazdów translohr typu STE4.